# Maść rtęciowa biała
Maść rtęciowa biała (farm. Unguentum Hydrargyri album, syn. Unguentum Hydrargyri praecipitati albi, Unguentum Hydrargyri amidatobichlorati, maść z aminochlorkiem rtęciowym) – preparat galenowy do użytku zewnętrznego, sporządzany według przepisu farmakopealnego. W Polsce na stan obecny (2024) skład określa Farmakopea Polska IV t.2 (1970). Jest to przykład maści precypitacyjnej (strąceniowej), sporządzanej ze świeżo strąconego, mokrego aminochlorku rtęciowego. 
Skład:
Hydrargyrum bichloratum       10,8 cz.   (chlorek rtęci(II), HgCl2)
Ammonium hydricum 10%         16,2 cz.   (amoniak 10%)
Lanolinum anhydricum          25   cz.   (lanolina bezwodna)
Vaselinum album               40   cz.   (wazelina biała)
Aqua destillata                   q.s.   (w ilości potrzebnej)
Przygotowanie:
Osad aminochlorku rtęciowego wytrąca się z roztworu HgCl2 po zmieszaniu z roztworem amoniaku. Po odsączeniu wilgotny osad miesza się z bezwodną lanoliną, a następnie z wazeliną białą.
Maść wywiera działanie bakteriostatyczne, grzybobójcze, przeciwpasożytnicze. Wykazuje także ograniczone działanie ściągające, złuszczające i rozjaśniające skórę. Dawniej szeroko stosowana w wielu chorobach skóry, głównie w grzybicach, zakażonym trądziku, niekiedy także w niektórych przypadkach łuszczycy, wszawicy łonowej, chorobach gronkowcowych skóry i in.
Współcześnie jej zastosowanie zostało bardzo ograniczone, głównie do klinicznych - lekoopornych stanów chorobowych skóry.
Obecnie biała maść rtęciowa może być sporządzana wyłącznie w recepturze aptecznej z przepisu lekarza. Dawniej była produkowana przemysłowo w laboratoriach galenowych.